# Central nuclear de Clinton
A central nuclear de Clinton é um reator de água em ebulição da General Electric, situada em Clinton, Illinois. Ocupa uma superfície de 20 km², com uma reserva de refrigeração de 57 km². O custo final da construção da central nuclear de Clinton, superou os 4 bilhões de dólares, o que provocou que a central produza a energia mais cara do Médio Oeste americano.
O proprietário e operador e a AmerGen Energy Company, a qual é propriedade associada da Exelon Corporation.